# 条纹蝇虎
条纹蝇虎（学名：Plexippus setipes）为跳蛛科蝇虎属的动物。分布于日本、越南以及中国的新疆、山东、江苏、安徽、浙江、湖北、湖南、江西、福建、广东、四川等地，多生活于住宅墙壁、农田以及果园。